# Фомина, Валентина Николаевна
Валентина Николаевна Фомина (1928 — 2012) — советский тракторист, передовик производства в сельскохозяйственном машиностроении. Герой Социалистического Труда (1971).

## Биография
Родилась 1 апреля 1928 года в деревне Малахи Великолукского района Псковской области в крестьянской семье.
Закончила четыре класса Мелеховской школы, учёба была прервана в 1941 году начавшейся Великой Отечественной войной. Отец В. Н. Фоминой в 1943 году погиб на фронте. С 1944 года после освобождения Псковской земли от немецко-фашистских захватчиков, участвовала в восстановлении разрушенного войной хозяйства района.
В 1951 году прошла обучение на ускоренных курсах трактористов при Великолукской машинно-тракторной станции и работала сначала на МТС, затем — трактористом в колхозе «Смена» Великолукского района. Первый освоенный ею трактор был ХТЗ который заводился вручную. Потом появились дизельные трактора. После прохождения Курсов повышения квалификации в Западно Двине работала самостоятельно почти на всех  сельскохозяйственных гусеничных тракторах — на КД-35, затем на ДТ-54, а в последние годы — на новом Т-74.
В годы восьмой пятилетки с 1966 по 1970 годы В. Н. Фомина добилась высоких результатов работы. Урожайность полей шестой бригады, где она работала, составила в среднем по хозяйству в 1970 году зерновых — 24, льноволокна — 7, картофеля — 160 центнеров с каждого гектара. Самой низкой по сравнению с другими механизаторами колхоза оказалось у нее себестоимость гектара мягкой пахоты. Всего на ремонтах, технических уходах и горюче-смазочных материалах за годы пятилетки ею было сэкономлено 1305 рублей, что почти наполовину окупало стоимость закреплённого за ней трактора.
8 апреля 1971 года Указом Президиума Верховного Совета СССР «за выдающиеся успехи, достигнутые в развитии сельскохозяйственного производства и выполнении пятилетнего плана продажи государству продуктов земледелия» Валентина Николаевна Фомина была удостоена звания Героя Социалистического Труда с вручением Ордена Ленина и золотой медали «Серп и Молот».
Умерла в 2012 году в деревне Малахи Великолукского района Псковской области.

## Награды
- Медаль «Серп и Молот» (8.04.1971)
- Орден Ленина (8.04.1971)
- Медаль «За доблестный труд в Великой Отечественной войне 1941—1945 гг.»

### Звания
- Почётный гражданин Великолукского района (18.12.1972 — «за достигнутые высокие производственные показатели, многолетнюю и безупречную работу в сельском хозяйстве, активное участие в общественной жизни района и в связи с 50-летием образования СССР»)